# Uppenbarhetsrekvisitet
Uppenbarhetsrekvisitet, även kallat uppenbarhetskravet, var en bestämmelse i regeringsformen, en av Sveriges grundlagar, som fanns fram till 2010, men som avskaffades 1 januari 2011 i samband med grundlagsreformen 2010. Bestämmelsen begränsade domstolarnas lagprövningsrätt.
Bestämmelsen fanns i regeringsformens 11:e kapitel om rättskipning, 14:e paragrafen. Paragrafens lydelse från 1979 till 2010 var, med uppenbarhetsrekvisitet i kursiv stil:
Finner domstol eller annat offentligt organ att en föreskrift står i strid med bestämmelse i grundlag eller annan överordnad författning eller att stadgad ordning i något väsentligt hänseende har åsidosatts vid dess tillkomst, får föreskriften icke tillämpas. Har riksdagen eller regeringen beslutat föreskriften, skall tillämpning dock underlåtas endast om felet är uppenbart.
Lydelsen från 2011 är:
Finner en domstol att en föreskrift står i strid med en bestämmelse i grundlag eller annan överordnad författning får föreskriften inte tillämpas. Detsamma gäller om stadgad ordning i något väsentligt hänseende har åsidosatts vid föreskriftens tillkomst.

Vid prövning enligt första stycket av en lag ska det särskilt beaktas att riksdagen är folkets främsta företrädare och att grundlag går före lag.
Den nya skrivningen från 2011 i slutet av 14:e paragrafen är dels en påminnelse om folksuveränitetsprincipen, som i Sverige ofta har anförts som ett skäl att begränsa domstolarnas makt, och dels om lagarna står i ett hierarkiskt förhållande till varandra.

## Bakgrund till avskaffandet
Uppenbarhetsrekvisitet ingick bland de förändringar av regeringsformen som föreslogs av Grundlagsutredningen. Bakgrunden var Sveriges medlemskap i Europeiska unionen som också innebar att Europakonventionen 1995 togs in i svensk rätt. Detta innebar att området för normprövning utökades, och uppenbarhetsrekvisitet var därför inte längre rimligt att ha kvar. De regler som redan tagits in i svensk rätt innebar att Europakonventionens bestämmelser om fri- och rättigheter skulle ha företräde framför svenska nationella bestämmelser även i de fall där motstridigheten inte var uppenbar, och uppenbarhetsrekvisitet skulle riskera att reglerna inte följdes.

## Kritik mot uppenbarhetsrekvisitet
Kritiker mot uppenbarhetsrekvisitet menade att bestämmelsen gjorde svenska domstolar passiva i att granska om lagar och förordningar överensstämmer med grundlagen, och framhöll att europeisk rätt kräver att nationella domstolar spelar en aktiv och oberoende roll i att tolka lagar och regler. Organisationen Medborgarrättsrörelsen betecknade därför avskaffandet av uppenbarhetsrekvisitet som "den viktigaste enskilda förändringen" till Grundlagsutredningen, av totalt 18 förslag.